# Erik Kristoffersen
Erik Kristoffersen, född omkring 1305, död 1332, var en dansk kung, son till Kristofer II av Danmark.
Erik Kristoffersen var äldst son till Kristoffer II, och valdes under faderns livstid 1321 till dansk kung och kröntes tillsammans med denne 1324. Han erhöll 1325 av sin far uppdraget att hejda grevarna av Holstein och deras allierade, men sveks av sina trupper och måste ge sig fången. Först 1330 frigavs han i samband med förlikningen mellan Kristoffer och Gerhard III av Holstein, och gifte sig i samband med detta med Gerhards syster Elisabeth. I de strider, som därefter utbröt mellan fadern och grevarna av Holstein stod han troget på sin fars sida. Han avled av de sår, som han erhållet efter ett slag vid Danevirke 1331.